# 홍낙표
홍낙표(1954년 8월 5일~)는 대한민국의 정치인이다. 제42·43대 무주군수를 역임하였다.

## 학력
- 신안성국민학교 (졸업)
- 안성중학교 (졸업)
- 전주영생고등학교 (졸업)
- 전북대학교 (법학과 / 학사)

## 역대 선거 결과
|  | 34.2% |

|  | 30.05% |

|  | 41.25% |

|  | 32.23% |

|  | 45.55% |

|  | 38.77% |

|  | 26.42% |

| 전임 김세웅 | 제42·43대 전라북도 무주군수 2006년 7월 1일~2014년 6월 30일 | 후임 황정수 |